# Suka Damai (Pedamaran)
Suka Damai is een bestuurslaag in het regentschap Ogan Komering Ilir van de provincie Zuid-Sumatra, Indonesië. Suka Damai telt 1944 inwoners (volkstelling 2010).